# Placówka Straży Celnej „Dziembowo”
Placówka Straży Celnej „Dziembowo” – jednostka organizacyjna Straży Celnej pełniąca w okresie międzywojennym służbę ochronną na granicy polsko-niemieckiej.

## Formowanie i zmiany organizacyjne
Na wniosek Ministerstwa Skarbu, uchwałą z 10 marca 1920 roku, powołano do życia Straż Celną. Od połowy 1921 roku jednostki Straży Celnej rozpoczęły przejmowanie odcinków granicy od pododdziałów Batalionów Celnych. Proces tworzenia Straży Celnej trwał do końca 1922 roku. Placówka Straży Celnej „Dziembowo” weszła w podporządkowanie komisariatu Straży Celnej „Ujście” z Inspektoratu SC „Międzychód”.
W drugiej połowie 1927 roku przystąpiono do gruntownej reorganizacji Straży Celnej. W praktyce skutkowało to rozwiązaniem tej formacji granicznej. Ochronę północnej, zachodniej i południowej granicy państwa przejęła powołana z dniem 2 kwietnia 1928 roku Straż Graniczna.
Rozkazem nr 2 z 19 kwietnia 1928 roku w sprawie organizacji Pomorskiego Inspektoratu Okręgowego dowódca Straży Granicznej gen. bryg. Stefan Pasławski określił strukturę organizacyjną komisariatu SG „Kaczory”. Placówka Straży Granicznej I linii „Kalina” znalazła się w jego strukturze.

## Funkcjonariusze placówki
Kierownicy placówki
| stopień    | imię i nazwisko, numer  | okres pełnienia służby | kolejne stanowisko |
| ---------- | ----------------------- | ---------------------- | ------------------ |
| przodownik | Stanisław Biernat (238) | był w 1926             |                    |

Obsada personalna placówki w 1926:
- przodownik Stanisław Biernat (238)
- strażnik Stanisław Różnowski (13)
- strażnik Jan Grzegorczyk (287)
- strażnik Jan Mayer (2556)
- strażnik Walenty Komasa (668)
- strażnik Wojciech Jakubowski (953)
- strażnik Jan Noculak (197)
- strażnik Józef Tromski (222)
- strażnik Michał Pomykaj (987)
- strażnik Jan Winiecki (2766)
- strażnik Marcin Szymkowiak (3353)
- strażnik Ignacy Kaczmarek (1853)
- strażnik Stanisław Włodarczyk (164)